# Monumento a Nuestra Señora de Belén
El Monumento a Nuestra Señora de Belén es una obra construida en honor a la Virgen de Belén, que se encuentra en la ciudad de Belén, Provincia de Catamarca, Argentina.

## Autor y detalles
La obra pertenece al escultor marplatense Hidelberg Ferrino, mide 20 m de altura, y fue inaugurada el 20 de diciembre de 1982.
Se encuentra en el cerro oeste de la ciudad, en un sitio que constituye el mirador de la ciudad, a una altitud de 300 metros y ascendiendo por un sinuoso camino de unos 1900 metros de extensión.
La obra fue modelada in situ, durante tres años de trabajo, afrontando el invierno con sus nieves y el verano con sus grandes calores. Con la colaboración permanente de 16 obreros, Ferrino fue levantando esta obra de ingeniería de avanzada, preparada para desafiar los fuertes embates del Zonda y los movimientos telúricos, ya que hubo que dinamitar previamente el cerro "El Tiro" para anclar la base-zapata del monumento a la roca viva de la montaña.
Para la creación de esta obra fue necesaria la colaboración de toda la población de Belén, que aportó su ayuda subiendo al cerro, a pulso o en burros, el material necesario, piedras, ripio, agua, cemento, maderas, hierros, etc., todo material controlado en la cumbre y lavado allí mismo en piletas preparadas para tal efecto.
Fue declarado Patrimonio Histórico y Cultural por ley Cámara de Senadores y Diputados de la Provincia de Catamarca, junio de 2020.

## Imágenes

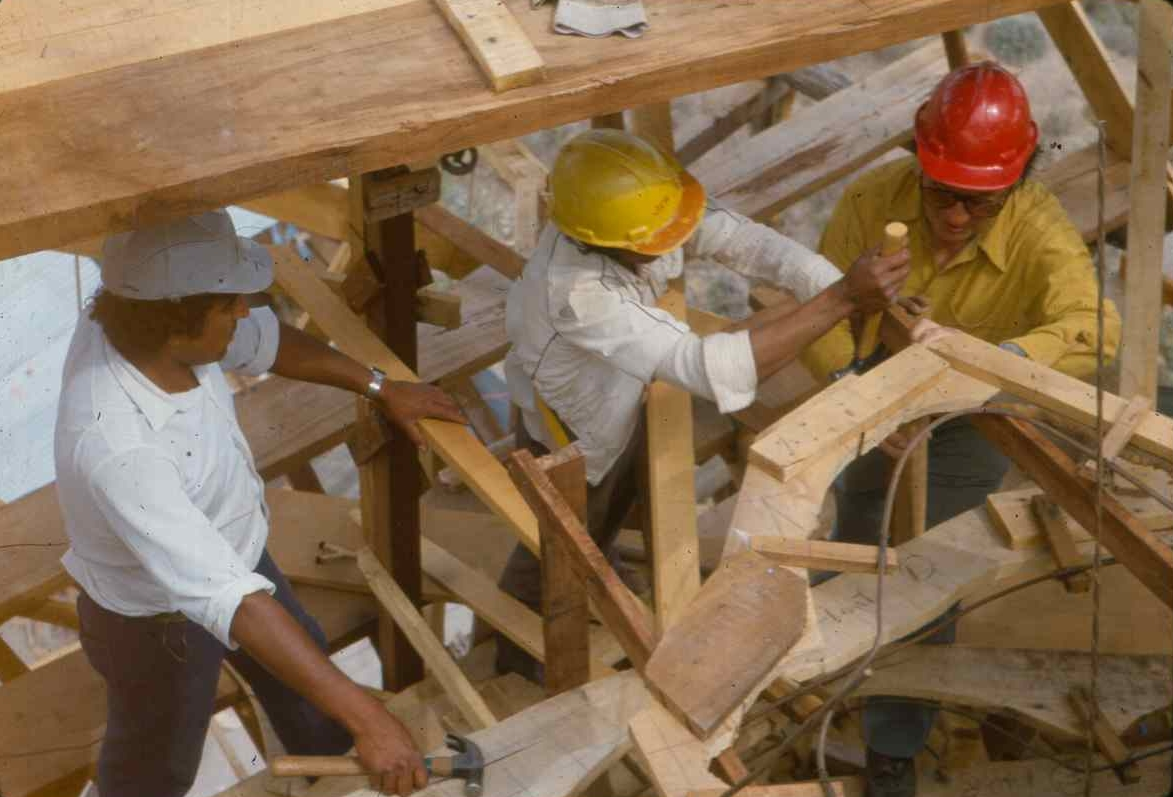
El escultor y sus hombres trabajando en el encofrado.